# Lvivi terület
Lvivi terület (ukránul Львівська область [Lvivszka oblaszty], a köznapi szóhasználatban gyakran Львівщина [Lvivscsina]) közigazgatási egység Ukrajna nyugati részén, székhelye Lviv (Lemberg). Területe 21,8 ezer km², népessége 2,626 millió fő (2001-es népszámlálás). Legnagyobb része a történelmi Galícia területére esik, északi részén egy kis terület egykor Volhínia része volt. Nyugaton Lengyelországgal (a Kárpátaljai és Lublini vajdasággal), keleten az Ivano-frankivszki és a Ternopili területtel, északon a Volinyi területtel, délen Kárpátaljával határos.

## Földrajz

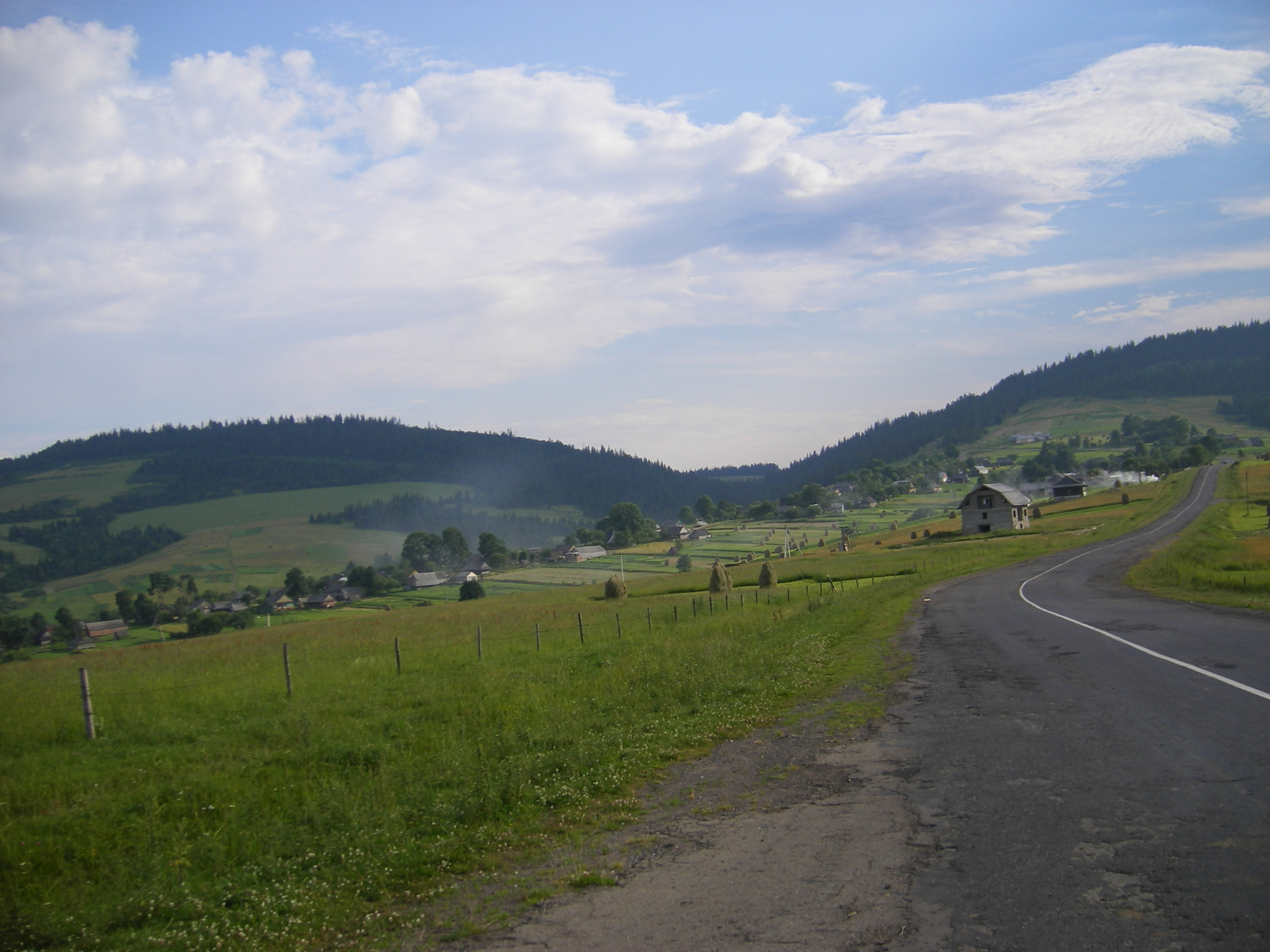
Tájkép az Uzsoki-hágónál

A terület déli része az Északkeleti-Kárpátok külső, erdős, flisvonulataihoz tartozik. A Kárpátok 1100–1200 m magas főgerince alkotja a határt Kárpátaljával, melyen az Uzsoki-hágó (889 m), és Vereckei-hágó (839 m) nyújt átkelési lehetőséget. A főgerinccel párhuzamosan húzódnak a Külső-Beszkidek vonulatai, melynek legérintetlenebb része, a Szkolei-Beszkidek, ahol nemzeti parkot is kialakítottak. Legmagasabb pontja a Kárpátalja és a Lviv terület határán fekvő Pokol-bérc (1408,3 m), második legmagasabb pontja az az Ivano-frankivszki terület határán fekvő Magura (1362 m).
A Lvivi terület központja és legsűrűbben lakott része a Dnyeszter medencéje (Prikarpattja), melyet a Lengyel-középhegységhez tartozó Roztocze (Розточчя [Roztoccsja], 390 m) és a Holohori (Kamula, 471 m) dombvonulata zár le északról. A hordalékkúpokkal feltöltött, enyhén hullámos medencében húzódik a szinte észrevehetetlen határ a Fekete-tenger és a Balti-tenger vízgyűjtője (a Sandomierzi-alföld) között. A terület északi része az erdőövezethez tartozó Kis-Polisszja (a Nyugati-Bug felső medencéje).
Déli része egészében a Dnyeszter vízgyűjtő területéhez tartozik, míg északi része a Nyugati-Bug és a Sztir vízrendszeréhez tartozik.

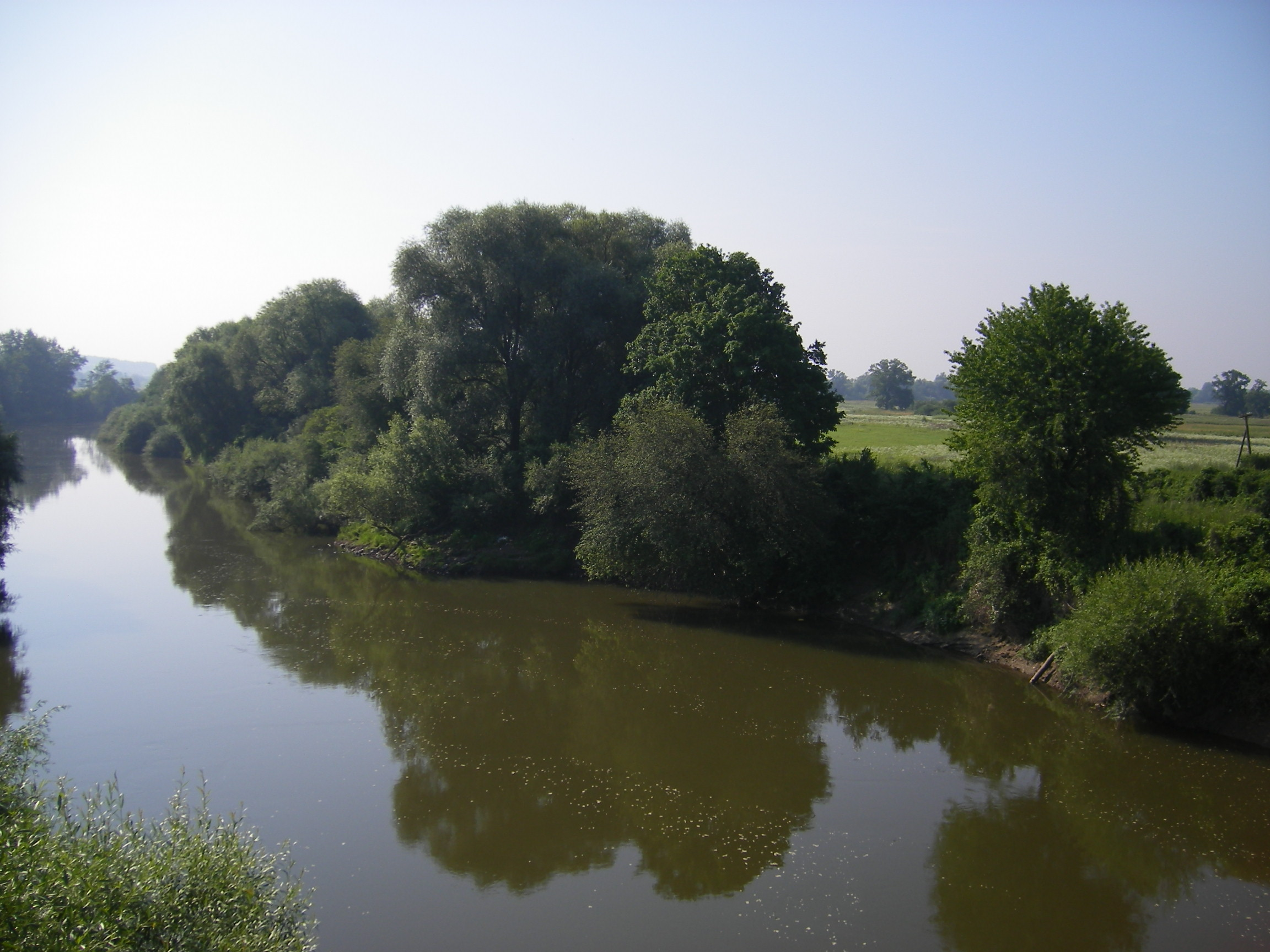
A Dnyeszter Mikolajiv környékén

Éghajlata kontinentális. Az évi csapadékmennyiség a Kárpátok legmagasabb részein eléri a 900 mm-t, ez Lviv környékén 700 mm-re, északon 600-ra csökken. A vegetációs periódus 190–210 nap között változik. Lviv januári középhőmérséklete –4,1 °C, júliusi 18,3 °C. Területének 26%-át borítja erdő, a Kárpátokban főként bükkösök és tölgyesek, északon megjelennek a fenyvesek is.

### Természetvédelem

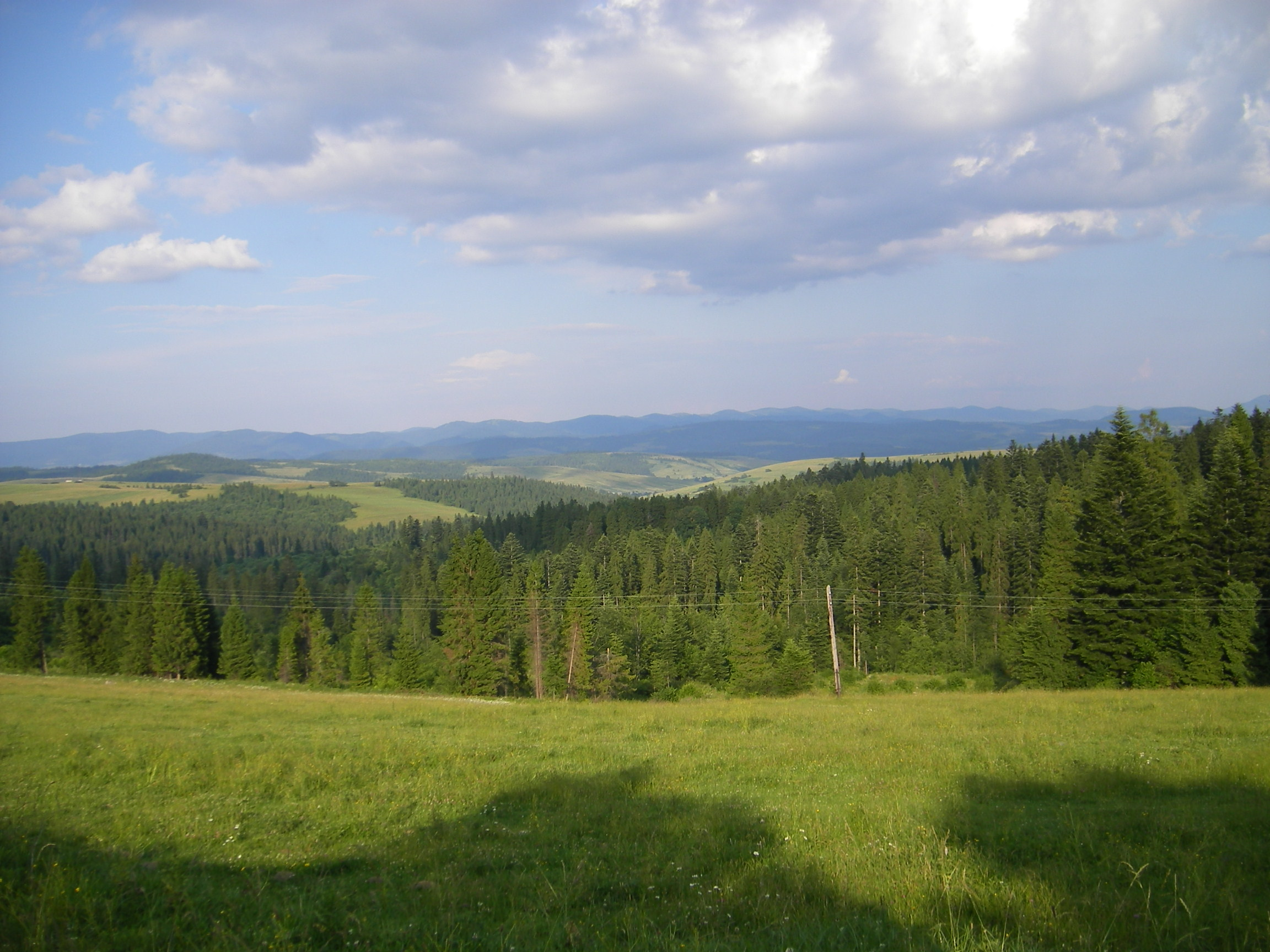
Tájkép a Külső-Beszkidekben (Szambiri járás)

A Lvivi területen 2 nemzeti park található:
- Javorivi Nemzeti Park
- Szkolei-Beszkidek Nemzeti Park

Egyéb védett természeti értékei: Bohdan Hmelnickij tölgyfája (Neznanyiv), Hurkalo-vízesés (Korcsin), Ivan Franko tölgyfája (Pidbuzs), Javirka-vízesés (Velika Voloszjanka), Obrosine botanikus kert, Sztradcs-barlang, Sztradcsi-erdő, Tronyih-szikla (Ponikva). Legjelentősebb vadrezervátuma Majdannál található, a Szkolei-Beszkidekben. 

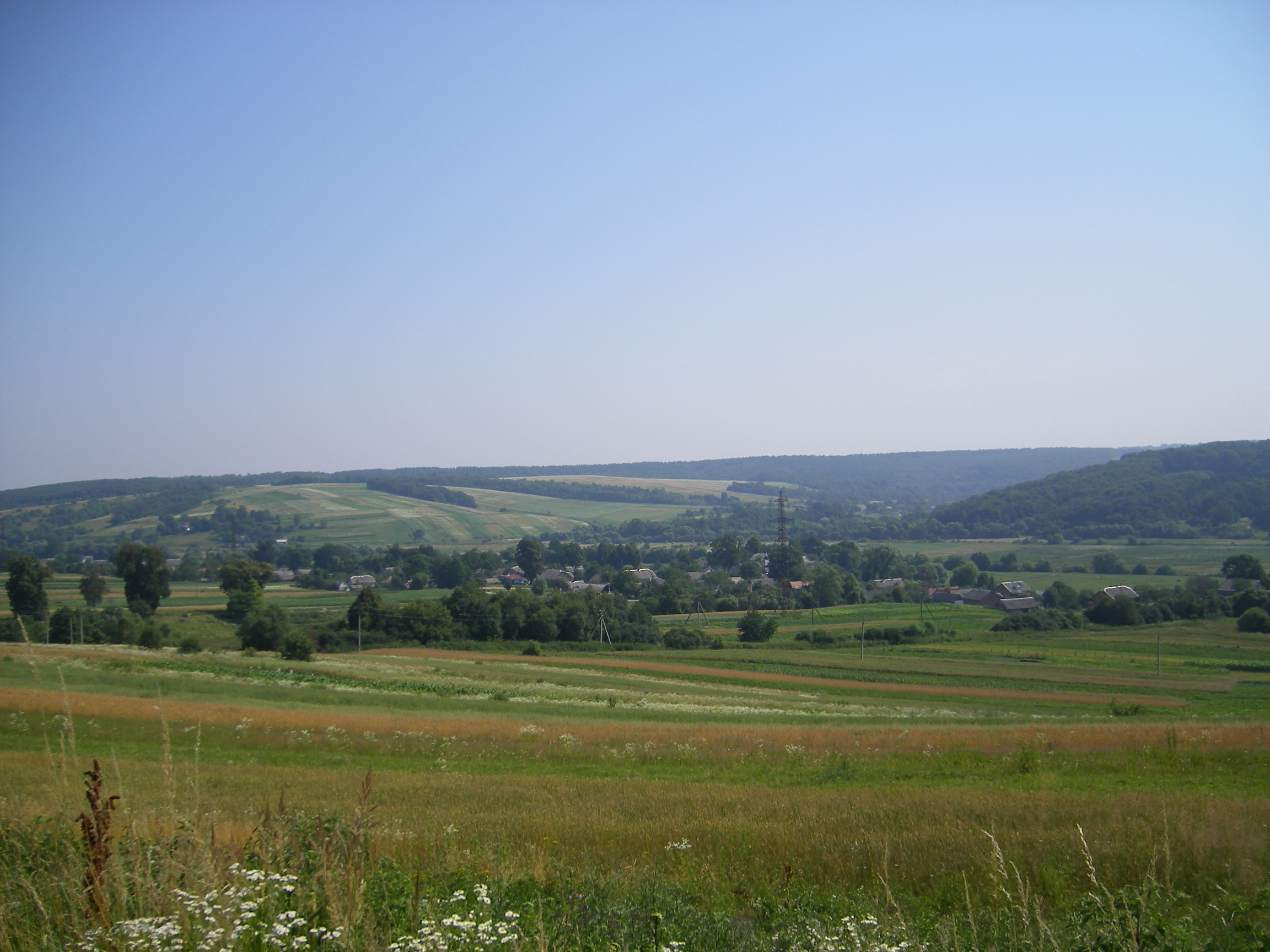
Jellegzetes dombvidéki táj Kraszivnál (Sztriji járás)

## Történelem
A mai Lvivi terület teljes területe 1772–1918 között az Osztrák Birodalom (majd 1867 után az Osztrák–Magyar Monarchia) része volt. 1918-ban a kikiáltották a Nyugat-ukrán Népköztársaságot, de hamarosan elfoglalták a lengyelek. 1920–1939 között teljes területe Lengyelországhoz tartozott (a Lwówi, a Stanisławówi és a Tarnopóli vajdasághoz). 1939 szeptemberében az Ukrán SZSZK-hoz csatolták, majd 1939. december 4-én létrehozták a Lvovi és a Drogobicsi területet. Ekkor területe 11,1 ezer km² volt.
A lengyel lakosság nagy részét lakosságcsere formájában kitelepítették (lengyelországi ukránok érkeztek helyükre). Az Ukrán Felkelő Hadsereg (UPA)  harcosai egészen az 1950-es évek elejéig harcoltak a szovjethatalom ellen. 1959-ben alakult ki mai területe, amikor a Drohobicsi terület teljes egészét hozzácsatolták.
- Lásd még: Galícia

## Népesség
A lakosság 59,7%-a él a városokban, ezzel a túlnyomórészt agrárjellegű Nyugat-Ukrajna legvárosodottabb részének számít. A korábban soknemzetiségű lakosság többsége ukrán nemzetiségű, Lviv az egyik legfontosabb ukrán kulturális központ. 2001-ben a lakosság 94,8%-a ukrán, 3,6%-a orosz, 0,7%-a lengyel, 0,2%-a zsidó nemzetiségű volt. Az orosz nyelvű lakosság (92,6 ezer fő) főként Lvivben (8,9%) és a nagyobb ipari központokban telepedett le, a Szovjetunió szétesése óta számuk felére csökkent (1959-ben még a lakosság 8,6%-át alkották . Lengyelek elsősorban a Szambir és Turka környékén élnek. Az egykor igen jelentős zsidó nemzetiség (mely 1939 előtt a kisvárosi lakosság többségét alkotta) nagy része elpusztult a német megszállás alatt, a megmaradottaknak is a többsége kivándorolt Izraelbe. A Beszkidek hegyei közt élő ruszin etnikai csoport a bojkók, akik népművészetükről híresek.
A Lvivi terület egyike Ukrajna legsűrűbben lakott vidékeinek (119 fő/km²), bár a Kárpátokban teljesen lakatlan területek is akadnak. Az agrárnépsűrűség főleg Lviv környékén és a Dnyeszter medencéjében magas, legalacsonyabb a Sztir-vidéken (30–40 fő/km²). A járások közül a Zolocsivi a legritkábban lakott (55 fő/km²).

## Közigazgatás
A Lvivi terület 2020-ig 20 járásra (rajon) és 9 járási jogú városra oszlott. 2020 óta 7 járása, 43 városa (miszto), 35 városi jellegű települése (szeliscse miszkoho tipu) és 1849 faluja van.

### Járások

#### 2020 előtt
| - Brodi járás - Buszki járás - Drohobicsi járás - Horodoki járás - Javorivi járás - Kamjanka-buzkai járás - Lvivi járás - Mikolajivi járás - Mosztiszkai járás - Peremisljani járás - Pusztomiti járás | - Radehivi járás - Szambiri járás - Szkolei járás - Szokali járás - Sztarij Szambir-i járás - Sztriji járás - Turkai járás - Zolocsivi járás - Zsidacsivi járás - Zsovkvai járás |

#### Jelenleg (2020–)
| Név              | Székhely  | Népesség (2022) | Terület (km²) | Népsűrűség (fő/km²) |
| ---------------- | --------- | --------------- | ------------- | ------------------- |
| Septickiji járás | Septickij | 226 102         | 2999          | 75,39               |
| Drohobicsi járás | Drohobics | 232 947         | 1494          | 155,92              |
| Javorivi járás   | Javoriv   | 177 662         | 2373          | 74,86               |
| Lvivi járás      | Lviv      | 1 141 119       | 4974          | 229,42              |
| Szambiri járás   | Szambir   | 221 896         | 3247          | 68,34               |
| Sztriji járás    | Sztrij    | 319 464         | 3853          | 82,92               |
| Zolocsivi járás  | Zolocsiv  | 158 943         | 2885          | 55,09               |

### Legnagyobb városok

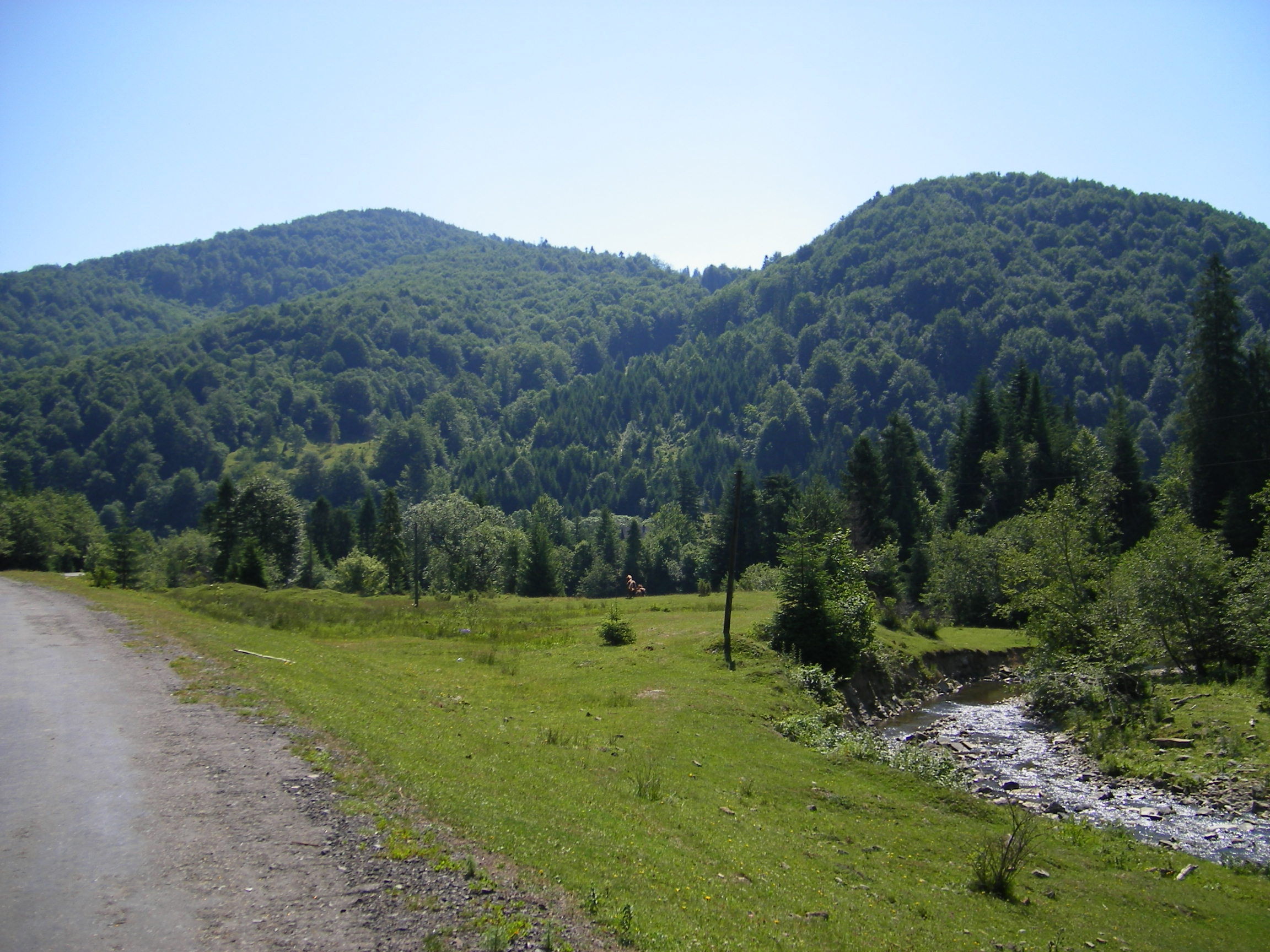
A Szkolei-Beszkidek vidéke a legritkábban lakott része a területnek

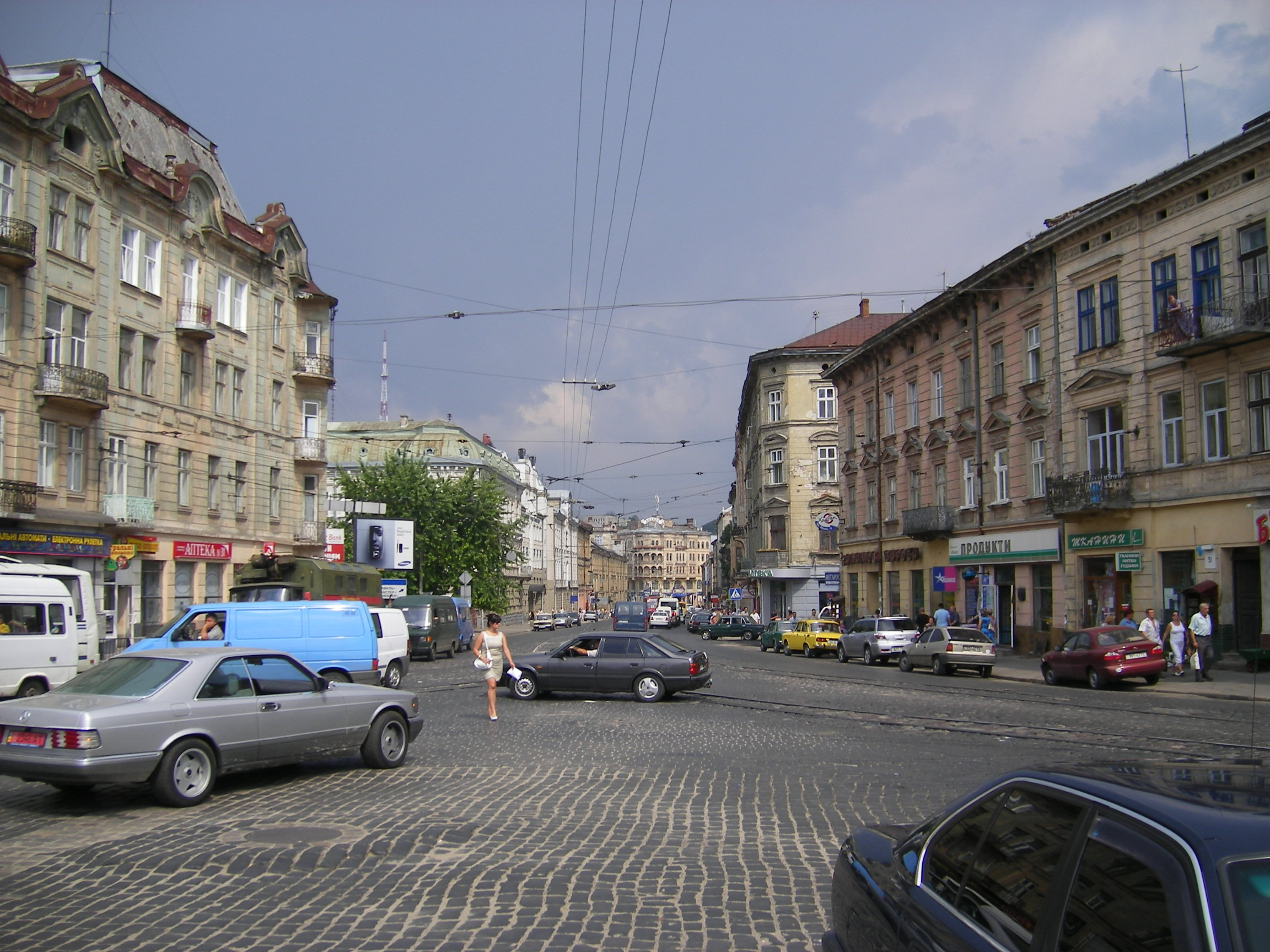
Lvivi utcakép

Zárójelben a népességszám a 2022-es becslés alapján (ezer fő).
- Lviv (717 )
- Drohobics (73,7 )
- Septickij (64,3 )
- Sztrij (59,4 )
- Szambir (34,2 )
- Boriszlav (32,5 )
- Truszkavec (28,3 )
- Novij Rozgyil (27,8 )
- Zolocsiv (23,9 )
- Brodi (23,1 )
- Szokal (20,4 )
- Sztebnik (20,2 )

### Városok listája
(Zárójelben az ukrán nyelvű elnevezés, dőlt betűvel a járási jogú városok)
| - Belz (Белз) - Bibrka (Бібрка) - Boriszlav (Борислав) - Brodi (Броди) - Buszk (Буськ) - Septickij (Шептицький) - Dobromil (Добромиль) - Drohobics (Дрогобич) - Dubljani (Дубляни) - Hiriv (Хирів) - Hlinjani (Глиняни) - Hodoriv (Ходорів) - Horodok (Городок) - Javoriv (Яворів) - Kamjanka-Buzka (Кам’янка-Бузька) | - Komarno (Комарно) - Lviv (Львів) - Mikolajiv (Миколаїв) - Morsin (Моршин) - Mosztiszka (Мостиська) - Novij Rozgyil (Новий Розділ) - Novojavorivszke (Новояворівське) - Peremisljani (Перемишляни) - Pusztomiti (Пустомити) - Radehiv (Радехів) - Rava-Ruszka (Рава-Руська) - Rudki (Рудки) - Szambir (Самбір) - Szkole (Сколе) - Szokal (Сокаль) | - Szosznyivka (Соснівка) - Sztarij Szambir (Старий Самбір) - Sztebnik (Стебник) - Sztrij (Стрий) - Szudova Visnya (Судова Вишня) - Truszkavec (Трускавець) - Turka (Турка) - Uhnyiv (Угнів) - Veliki Moszti (Великі Мости) - Vinniki (Винники) - Zolocsiv (Золочів) - Zsidacsiv (Жидачів) - Zsovkva (Жовква) |

### Városi jellegű települések listája
(Zárójelben az ukrán nyelvű elnevezés)
| - Borinja (Бориня) - Brjuhovicsi (Брюховичі) - Dasava (Дашава) - Dobrotvir (Добротвір) - Dubljani (Szambiri járás) - Hirnik (Гірник) - Hnyizdicsiv (Гніздичів) - Ivano-Frankove (Івано-Франкове) - Krakovec (Краковець) - Kraszne (Красне) - Kulikiv (Куликів) - Lopatin (Лопатин) | - Maheriv (Магерів) - Medenicsi (Meденичі) - Nemiriv (Немирів) - Nizsankovicsi (Нижанковичі) - Novi Sztriliscsa (Нові Стрілища) - Novij Jaricsiv (Новий Яричів) - Novij Kalinyiv (Новий Калинів) - Oleszko (Олесько) - Pidbuzs (Підбуж) - Pidkaminy (Підкамінь) - Pomorjani (Поморяни) - Rozgyil (Розділ) | - Rudne (Рудне) - Scsirec (Щирець) - Sklo (Шкло) - Szhidnicja (Сзідниця) - Szlavszke (Славське) - Sztara Szil (Стара Сіль) - Velikij Ljubiny (Великій Любінь) - Verhnye Szinyovidne (Верхнє Синьовидне) - Zapityiv (Запитів) - Zsuravno (Журавно) - Zsvirka (Жвирка) |

## Gazdaság

### Bányászat

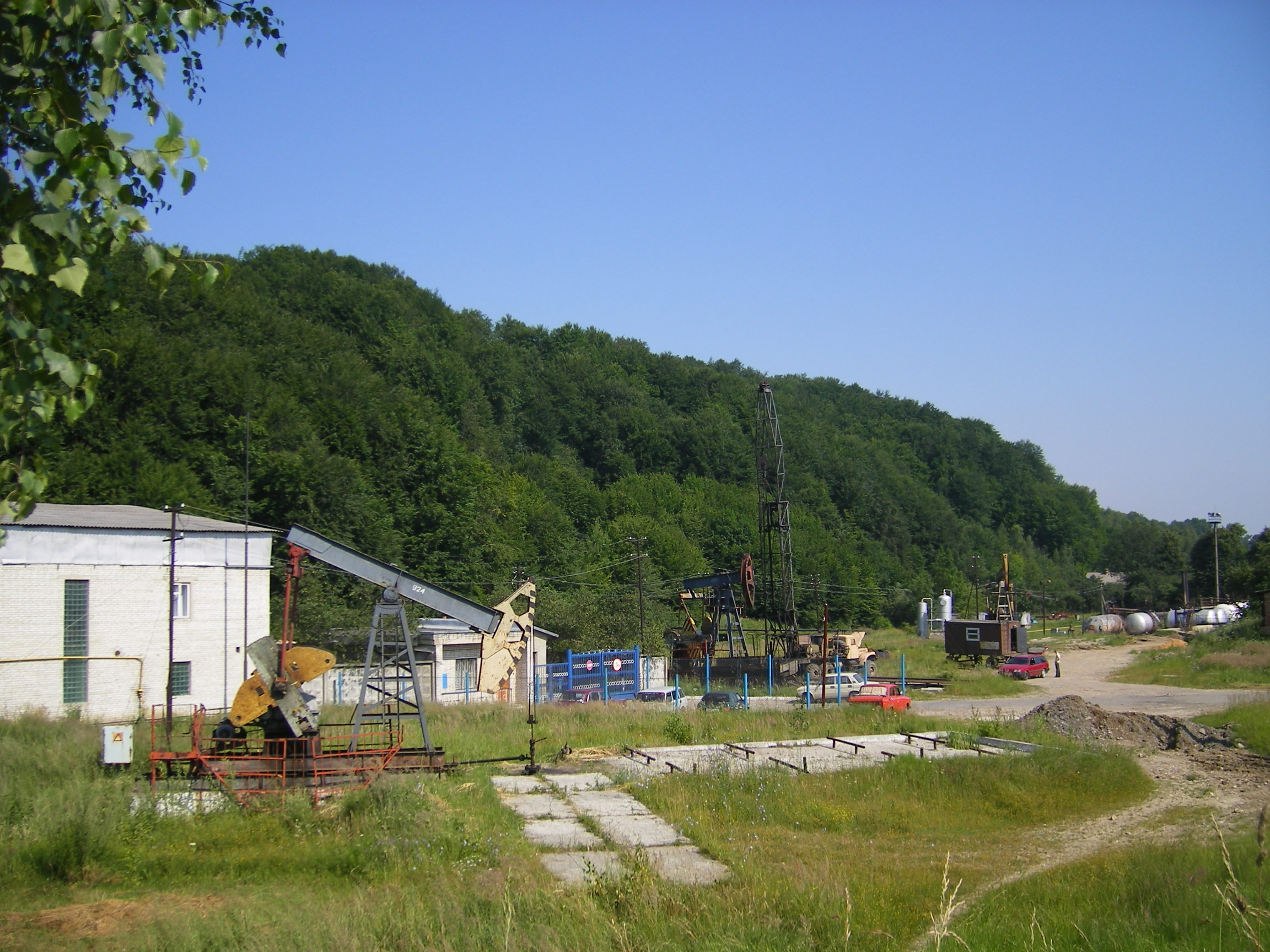
Kőolajbányászat Boriszlavban

A Kárpátok lábánál levő medencékben már a 19. században megkezdődött a kőolajkitermelés, mely a századfordulóra világviszonylatban is számottevő volt (Boriszlav környékén volt a termelés központja). A készletek az 1940-es évekre lecsökkentek, bár a háború után egy ideig nőtt a kitermelés (új lelőhelyek feltárásával). Napjainkban már csak helyi jelentősége van (Boriszlav, Sztarij Szambir).
A földgázkitermelés 1929-ben lendült fel Dasava lelőhelyeinek feltárásával. Ma ezen kívül Rudkinál és a Zaluzsanszke lelőhelyen folyik kitermelés. Dasavát az 1950-es években földgázvezetékkel kötötték össze Kijevvel.
Országosan is számottevőek Rozgyil környékének kénlelőhelyei, de Javoriv és Nyemiriv környékén is folyik kénkitermelés. Rava-Ruszkánál grafitot, Boriszlavnál ozokeritot termelnek ki, Sztebnik kálisókészleteiről nevezetes. Septickij környékén, a Volhíniai-szénmedencében szénbányászat folyik.
A Kárpátok híres ásványvízforrásai közül a Lvivi területre a truszkaveci és a morsini lelőhelyek esnek. Szhidnicja, Velikij Ljubiny és Boriszlav (Naftuszja) egyaránt híresek ásványvizeikről, Truszkavec országosan ismert gyógyfürdő.

### Mezőgazdaság

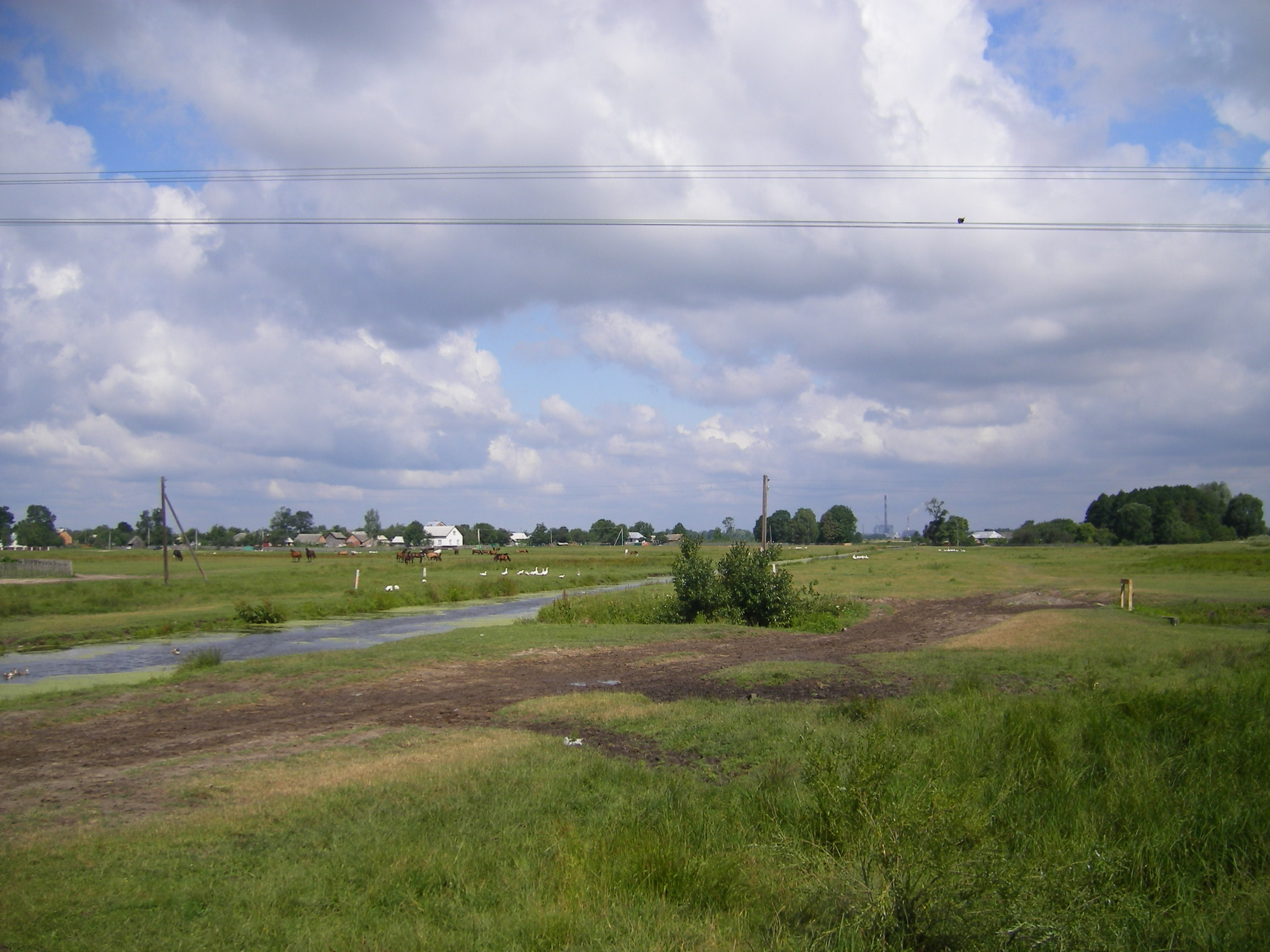
Tájkép a terület északi részén, háttérben a dobrotviri hőerőművel

Legfontosabb a szántóföldi mezőgazdálkodás. Már a szovjet időszakban is jelentős volt a háztáji gazdaságok részesedése a termelésből, a rendszerváltás után a legtöbb kolhozt és szovhozt megszüntették és a hagyományos kisméretű gazdaságok váltak ismét uralkodóvá. Jelentős a cukorrépa, az őszi búza és a kukorica termesztése. Burgonyát főként északi járásaiban termelnek. Az egész területen fontos a szarvasmarha- és a disznótartás, a hegyvidéken főként juhot és szarvasmarhát legeltetnek. Az erdőgazdálkodás a Kárpátokon kívül a Radehivi járásban is számottevő.

### Ipar

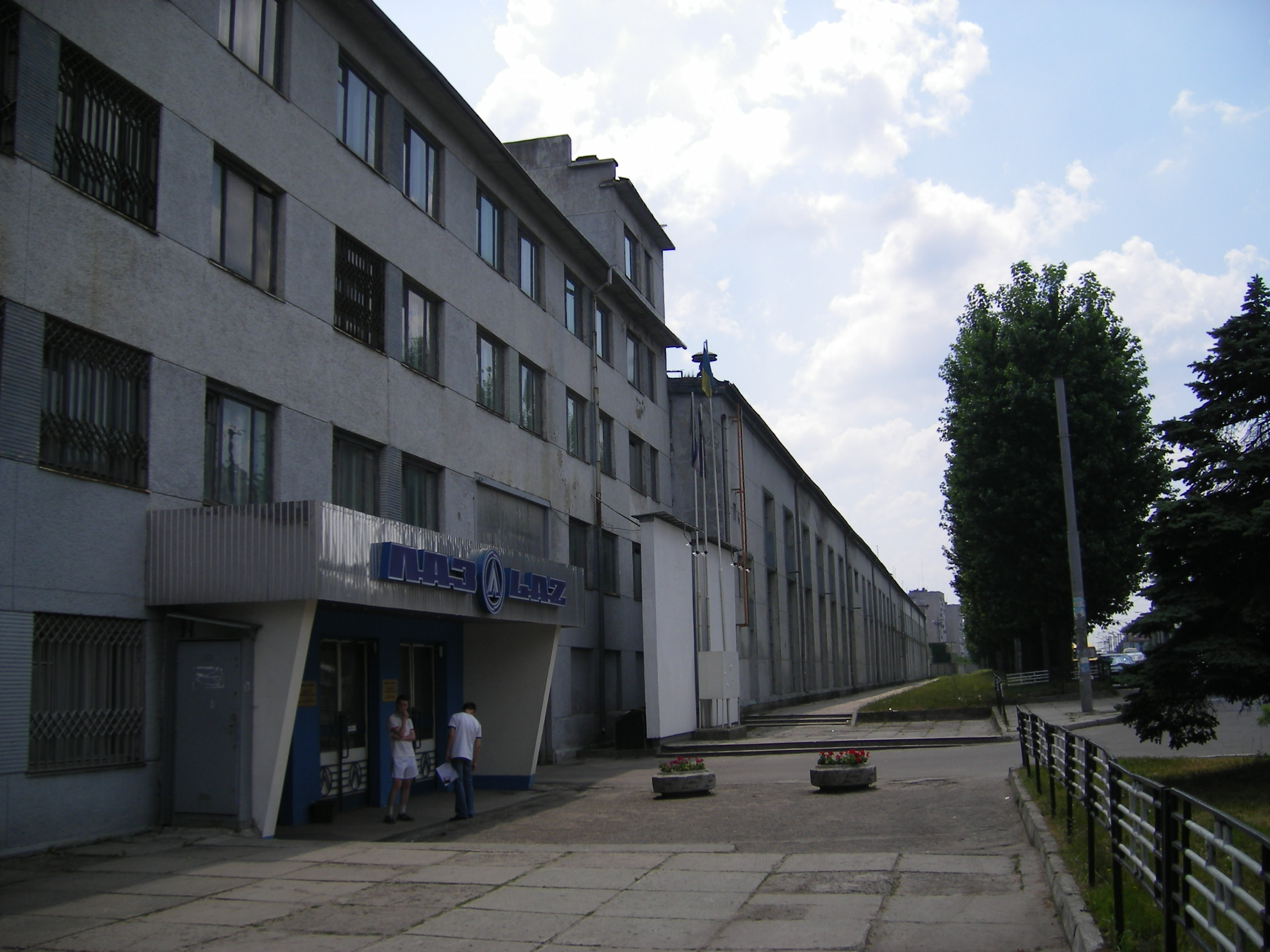
A LAZ autóbuszgyár Lvivben a terület legnagyobb ipari üzeme

A Lvivi területen 2 hőerőmű (Dobrotvir, Lviv) termel áramot. Fűtőanyagiparát Drohobics és Boriszlav kőolajfeldolgozása, Septickij széndúsítása képviseli. Áthalad területén (Brodi–Rozgyil–Sztrij vonalán) a Barátság kőolajvezeték. Három gázvezeték (Dasava–Kijev, Dasava–Kobrin, Lviv–Zaluzsanszke–Lengyelország).
Sokoldalú gépgyártással rendelkezik: Lvivben működik a volt Szovjetunió legnagyobb autóbuszgyára, a Lvivi Autóbuszgyár (LAZ). Drohobicsban és Boriszlavban vegyipari gépgyártás folyik. Vegyiparát több nagyüzem képviseli: Drohobicsban kőolajfinomító, Lvivben gyógyszergyár, Szokalban műszálgyár, Novij Rozgyilban foszfát-, Sztebnikben pedig káliműtrágyagyár üzemel. Lvivben a szovjet időszakban fejlett elektronikai ipart is telepítettek (televíziók, kisfeszültségű villamos műszerek gyártása, katonai célú elektronika).
Igen jelentős a bútorgyártás, mely főként a Kárpátok erdeinek faanyagát dolgozza fel (Dobromil, Szambir, Drohobics, Sztrij, Lviv, Ivano-Frankove), a faanyagipar központjai Brodi és Zolocsiv. Papírgyárak Zsidacsivban és Lvivben működnek. Az építőanyagipart Mikolajiv cementgyára képviseli.
Cukorgyárak üzemelnek Pavlivban (Radehiv mellett), Zolocsivban, Hodorivban és Szambirban. A húsipar központjai Lviv és Sztrij.

### Közlekedés
A terület közlekedési csomópontja Lviv, itt futnak össze a közút- és vasútvonalak, itt van Nyugat-Ukrajna legnagyobb repülőtere. Az úthálózat legfontosabb tengelyei az M06-os (Ungvár–Sztrij–Lviv–Kijev), az M12-es (Lviv–Ternopil–Vinnicja–Kropivnickij), és a lengyel határral összeköttetést teremtő M09-es (Lviv–Rava-Ruszka–Radzymno) és M11-es (Lviv–Mosztiszka–Przemyśl) főutak. A P39-es főút az Uzsoki-hágón át teremt összeköttetést Ungvárral.
Vasútvonalainak hossza 1309 km, legfontosabb csomópont Lviv, ahonnan Kovel, Kiverci, Nisko, Przemyśl, Zdolbunyiv, Ternopil, Sztrij, Szambir és Ivano-Frankivszk irányába indulnak vonatok. Közúti (Ukrajinka/Dołhobyczów, Rava-Ruszka/Hrebenne, Krakovec/Korczowa, Sehinyi/Medyka, Nizsankovicsi/Malhowice, Szmilnicja/Krościenko) és vasúti (Nizsankovicsi, Medyka, Rava-Ruszka) határátkelők Lengyelország felé.